# Dag (namn)
Dag är ett gammalt nordiskt mansnamn som helt enkelt kommer av ordet dag. Det betyder 'den som bringar ljus'. Namnet var vanligt i Götaland under medeltiden, men föll sedan i glömska tills det åter igen började användas i mitten på 1800-talet. En kvinnlig motsvarighet är namnsdagsgrannen Daga.
Namnet har stadigt legat på runt 200:e plats i namntoppen de senaste decennierna. Den 31 december 2019 fanns det totalt 4 356 personer i Sverige med namnet Dag, varav 2 380 med det som tilltalsnamn.
År 2014 fick 14 pojkar namnet som tilltalsnamn.
Namnsdag: i Sverige 16 september tillsammans med Daga.(1986-92: 11 september). I den finlandssvenska namnsdagslängden har Dag namnsdag 9 juni sedan 1950.

## Personer med förnamnet Dag

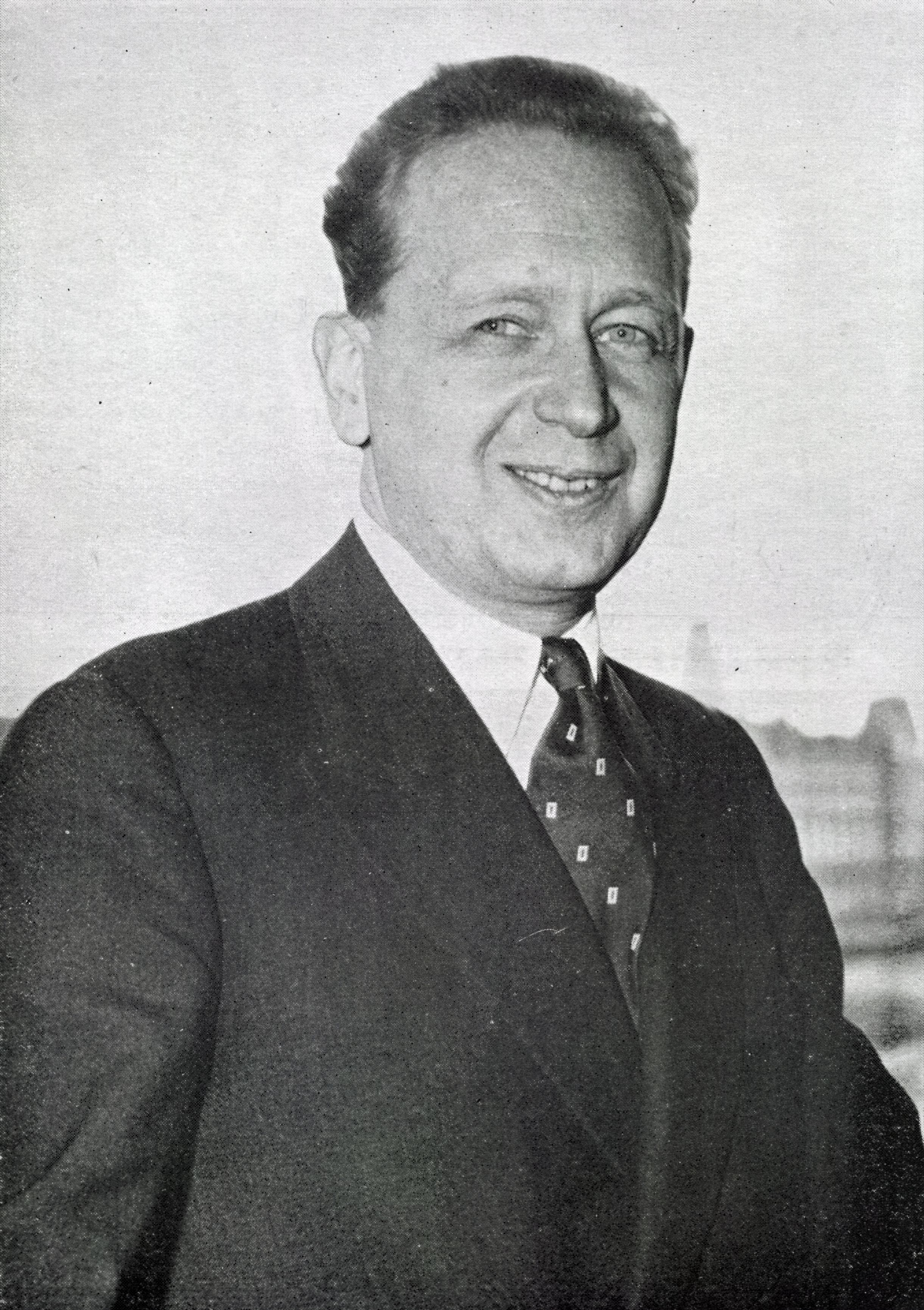
Dag Hammarskjöld på 1950-talet.

- Dag Anckar, finlandssvensk professor i statsvetenskap
- Dag Sebastian Ahlander, diplomat och författare
- Dag Blanck, professor i nordamerikastudier vid Uppsala universitet
- Dag Finn, egentligen Dag Finn Strøm, sångare i rockgruppen Sha-Boom
- Dag Hammarskjöld, svensk nationalekonom, jurist, adelsman, ämbetsman, statsråd,  diplomat och författare samt FN:s generalsekreterare från 1953 fram till sin död, postum mottagare av Nobels fredspris, ledamot av Svenska Akademien
- Dag Malmberg, en svensk skådespelare och regissör
- Dag Norberg, språkvetare, universitetsrektor
- Dag Olsson, svensk ishockeydomare
- Dag Ribbing, svensk arkitekt
- Dag Sandahl, präst i Svenska kyrkan, teologie doktor, forskare och författare
- Dag Solhaug, svensk friidrottare
- Dag Solstad, norsk författare
- Dag Stålsjö, svensk TV-producent och författare
- Dag Szepanski, svensk fotbollsspelare
- Dag Victor, svensk jurist
- Dag Wennlund, svensk spjutkastare
- Dag Widman, svensk konsthistoriker och museiman.
- Dag Wirén, svensk tonsättare och musikarrangör

## Fiktiva personer med förnamnet Dag
- Dag, alter ego för författaren Sivar Arnér i dennes självbiografiska romansvit som inleddes med Där är han från 1975
- Dag den vise, mytologisk svensk sagokung